# Artur Kapp
Pour les articles homonymes, voir Kapp.
Œuvres principales
- 2 concertos pour orgue
- 5 symphonies
- Hiiob (Job), oratorio
...
Artur Kapp, né le 28 février 1878 à Suure-Jaani (alors Gouvernement de Livonie), ville où il est mort le 14 janvier 1952, est un compositeur, organiste et pédagogue estonien.

## Biographie
Artur Kapp commence à étudier la musique avec son père, organiste et chef de chœur, puis intègre en 1891 le Conservatoire de Saint-Pétersbourg, où il étudie l'orgue avec Louis Homilius (diplômé en 1898) et la composition avec Nikolaï Rimski-Korsakov (diplômé en 1900). Il travaille ensuite avec Nikolaï Rimski-Korsakov mais aussi avec Anatoli Liadov.
De 1904 à 1920, il dirige l'école de musique d'Astrakhan (Russie). Puis, de retour en Estonie, il enseigne la composition et l'orgue au Conservatoire de Tallinn entre 1925 et 1944 (année où il se retire dans sa ville natale). Parmi ses élèves au Conservatoire, on peut citer Evald Aav, Gustav Ernesaks Els Aarne et Eugen Kapp (en) (son fils).
Le catalogue de ses compositions (marquées entre autres par un romantisme tardif) comprend notamment des pièces pour orgue (dont deux sonates) ou piano, de la musique de chambre (dont un quintette à cordes), des concertos (deux deux pour orgue), cinq symphonies et de la musique vocale (dont des mélodies pour voix et piano, des pièces pour chœur a cappella et un oratorio).
Du temps de l'URSS, il est récompensé par un prix Staline pour sa Symphonie no 4 Noortesümfoonia (symphonie de la jeunesse) en 1950.

## Compositions (sélection)

### Pièces pour orgue
- 1896 : Sonate no 1 en fa mineur
- 1897 : Introduction et fugue ; Prélude et fugue
- 1902 : Choral-variations Aus tiefer Not schrei ich zu dir
- 1932 : Choral-fantaisie Wie schön leucht’ uns der Morgenstern ; Toccata
- 1942 : Prélude en fa mineur
- 1948 : Sonate no 2 en ré majeur

### Pièces pour piano
- 1935 : Variations sur l'air folklorique Vares, vaga linnukene
- 1936 : Étude en mi bémol majeur
- 1942 : Viis albumilehte (5 feuilles d'album)

### Musique de chambre
- 1898 : Sonate pour violon et piano
- 1905 : Viimne piht (dernière confession) pour violon et orgue
- 1918 : Prélude pour violoncelle et orgue ; Quintette à cordes en ut dièse mineur
- 1932 : Quatuor pour 4 cors
- 1936 : Trio pour violon, violoncelle et orgue
- 1945 : Andante molto pour clarinette et orgue
- 1951 : Sextuor à cordes ; Septuor à vent

### Musique pour orchestre

#### Concertos
- 1934 : Concerto pour orgue no 1 en fa majeur teemal E-A-H-Es (sur le thème E-A-H-Es)
- 1943 : Concerto-rhapsodie pour piano en ré majeur
- 1945 : Concerto pour clarinette et cor en ut mineur
- 1946 : Concerto pour violoncelle en sol mineur ; Concerto pour orgue no 2 en ut mineur

#### Symphonies
- 1924 : Symphonie no 1 en fa mineur Quasi una fantasia
- 1945 : Symphonie no 2 en si mineur
- 1947 : Symphonie no 3 en ut dièse mineur
- 1948 : Symphonie no 4 Noortesümfoonia (symphonie de la jeunesse)
- 1952 : Symphonie no 5 en ut mineur, cantate-symphonie Rahu (paix) avec mezzo-soprano et chœurs (inachevée, complétée et révisée par Eugen Kapp)

#### Autres œuvres
- 1900 : Ouverture Don Carlos
- 1906 : Suite no 1 eesti rahvaviisidest (sur des thèmes folkloriques estoniens)
- 1918 : Prélude symphonique Hauad (les tombes)
- 1925 : Poème symphonique Saatus (le destin)
- 1930 : Suite no 2 eesti runoviisidele (sur des airs estoniens)
- 1936 : Suite no 3 Satiiriline (satirique)
- 1939 : Sümfooniline allegro variatsioonidega (allegro symphonique et variations)
- 1942 : Fantaasia (Kontsertpala) teemal BACH (fantaisie ou pièce de concert sur un thème de Bach) avec violon
- 1945 : Rhapsodie pour piano et orchestre
- 1947 : Suite no 4 ; Ouverture Peole
- 1950 : Variatsioonid (variations)

### Musique vocale
- 1909 : Hümn (anthem) pour ténor, chœur d'hommes et piano
- 1912 : Päikesele (au soleil), cantate pour ténor, chœur d'hommes, chœur mixte, orgue et orchestre
- 1918 : 9 chants pour chœur d'hommes a cappella
- 1926 : Ärka, rahvas (peuple, réveille-toi), cantate pour chœur d'hommes, chœur mixte et orchestre
- 1929 : Hiiob (Job), oratorio pour mezzo-soprano, baryton, 2 basses, chœur de femmes, chœur d'hommes, chœur mixte, orgue et orchestre
- 1942 : 10 chants pour chœur de femmes, chœur d'hommes, chœur mixte et orchestre (œuvre commencée en 1919)
- 1951 : (pour la paix) cantate